# Орбан, Вилли
Ви́лли То́мас О́рбан (нем. Willi Thomas Orban, при рождении — Ви́льмош Та́маш О́рбан (венг. Orbán Vilmos Tamás); род. 3 ноября 1992, Кайзерслаутерн, Рейнланд-Пфальц) — венгерский и немецкий футболист, защитник клуба «РБ Лейпциг» и сборной Венгрии. Участник двух чемпионатов Европы (2020 и 2024).
Является воспитанником «Кайзерслаутерна», в системе этой команды он провёл почти двадцать лет, преодолев все уровни от секции до основного состава. В 2015 году перешёл в «РБ Лейпциг», с которым выиграл серебро Второй Бундеслиги.
Вызывался в молодёжную сборную Германии, за которую провёл два матча. В октябре 2018 года принял решение о выступлении за сборную Венгрии.

## Ранние годы
Вилли Томас Орбан родился 3 ноября 1992 года в немецком городе Кайзерслаутерн, в семье отца-венгра и матери польского происхождения. Родители разошлись, когда ему было два года, и мать осталась воспитывать его и его сестру Сандру. В интервью Орбан вспоминал: «Когда я был ребенком, дома я всё простреливал своим футбольным мячом. Несколько цветочных ваз и бутылок, ничего дикого, но этого было достаточно, чтобы мама сказала: „У мальчика слишком много энергии, мы предпочитаем вкладывать её в футбольный клуб“. С тех пор она всё делала правильно». Он рассказал, что в юности его отец был мастером карате. Из-за отца-венгра у Орбана венгерский паспорт. Орбан посещал гимназию Генриха Гейне в Кайзерслаутерне. Вне футбола Орбан является поклонником классической музыки и играет на скрипке.

## Клубная карьера

### «Кайзерслаутерн»
В возрасте 4 лет Орбан начал свою карьеру в молодёжной академии «Кайзерслаутерна» и продвигался по уровням клуба, выступая за команды до 17 и до 19 лет.
В начале сезона 2011/12 Орбан был переведён в команду «Кайзерслаутерн II». Вскоре после этого он был вызван в основную команду главным тренером Марко Курцем. 27 августа 2011 года в матче против «Баварии» он дебютировал в основной команде. Но его появление было недолгим: он получил травму, из-за которой выбыл на месяц. Несмотря на это, он подписал свой первый профессиональный контракт с клубом, который продлил его до 2014 года. 26 ноября Орбан получил свой первый шанс в матче против «Нюрнберга», заменив отстранённого правого защитника Флориана Дика. Орбан 6 раз попадал в состав команды в Бундеслиге, но большую часть времени провёл в резервной команде «Кайзерслаутерн II» в четвёртом дивизионе, забив три гола в 23 матчах.
Следующий сезон Орбан провёл в первой и резервной командах, но сумел пробиться в основную команду, выйдя в стартовом составе в 4 из 5 последних матчей «Кайзерслаутерна» в сезоне 2012/13 во Второй Бундеслиге. 12 мая 2013 года он забил свой первый гол в составе первой команды в победе над «Яном Регебсбургом» со счётом 3:1. Орбан также принимал участие в обоих матчах плей-офф «Кайзерслаутерна» против «Хоффенхайма», когда клуб стремился к возвращению в Бундеслигу. «Кайзерслаутерн» проиграл со счётом 2:5 и остался во втором дивизионе. По окончании сезона 2012/13 он принял участие в девяти матчах и забил один гол во всех турнирах.
В сезоне 2013/14 Орбан совершил прорыв, получив больше игрового времени и закрепившись на позиции центрального защитника. 26 июля 2013 года он подписал новый контракт с клубом до 2016 года. 12 августа 2013 года Орбан впервые стал капитаном команды, проведя весь матч против «Гройтер Фюрта» (2:1). В следующем матче против «Эрцгебирге» получил перелом носа, но продолжал играть в маске. В середине сентября Орбан начал играть на позиции опорного полузащитника, но также играл и на позиции центрального защитника. Только 20 октября 2013 года он забил свой первый гол за клуб, сыграв вничью с «Карлсруэром» (2:2). 3 декабря 2013 года в 1/8 финала Кубка Германии Орбан забил и оформил второй гол в ворота «Униона», победив со счётом 3:1. Свой третий гол за команду он забил 26 марта 2014 года в матче против «Арминии» (1:1). 11 апреля 2014 года в матче против «Санкт-Паули» Орбан был удалён за второе нарушение правил, а его клуб выиграл со счётом 3:2. В конце сезона 2013/14 он провёл тридцать два матча и забил три раза во всех турнирах.
В сезоне 2014/15 Орбан продолжил возвращать себе место в первой команде, первоначально играя на позиции центрального защитника. Свой первый гол в сезоне он забил 12 августа 2014 года в матче с «Франкфуртом» (1:0). 14 декабря 2014 года Орбан оформил дубль, когда «Кайзерслаутерн» выиграл 3:0 у «Эрцгебирге». После ухода Срджана Лакича было объявлено, что Вилли Орбан назначен новым капитаном команды. Он был им в ряде матчей до конца сезона. 14 марта 2015 года во время победы над «Нюрнбергом» (2:1), в котором он забил один из голов, Орбан получил травму и был заменён на 55-й минуте. 4 апреля 2015 года Орбан забил свой четвёртый гол в сезоне, в победе над «Хайденхайм» (4:1). В конце сезона 2014/15 он провёл 31 матч и забил четыре гола во всех турнирах. За свою игру Орбан был назван лучшим игроком года в клубе.
К моменту своего ухода из клуба Орбан сыграл семьдесят семь матчей и забил семь мячей во всех турнирах за команду «Кайзерслаутерн». Во время выступления за «Кайзерслаутерн» он был любимцем болельщиков клуба и стал объектом скандирования фанатов, которые называли его: «Williiiiie». Однако после перехода в «РБ Лейпциг» этот поступок вызвал бурю негодования со стороны болельщиков «красных дьяволов».

### «РБ Лейпциг»
В мае 2015 года Вилли Орбан перешёл в «РБ Лейпциг». Сообщалось, что сумма трансфера составила 2,5 миллиона евро. Позже он сказал: «Я перешёл в основном из-за Ральфа Рангника. Он может сделать любого игрока лучше».
Орбан дебютировал в составе «РБ Лейпциг» в дебютном матче сезона, выйдя на замену в победе 1:0 над «Франкфуртом». Он быстро закрепился в стартовом составе команды, играя на позиции центрального защитника. В середине сентября Орбана обвинили в том, что он допустил две ошибки в трёх последних матчах, в результате чего ему было вынесено предупреждение. Несмотря на это, игрок продолжал выходить в стартовом составе команды. Получив пятую жёлтую карточку в сезоне в матче против «Зандхаузена», Орбан пропустил матч против своего бывшего клуба, «Кайзерслаутерна», из-за дисквалификации. 19 февраля 2016 года забил свой первый гол за «Лейпциг» в победе над берлинским «Унионом» (3:0) и получил капитанскую повязку на два матча в марте в отсутствие постоянного капитана Доминика Кайзера. Орбан был удалён во время своего первого возвращения на «Фриц-Вальтер Штадион» в Кайзерслаутерне, получив свою вторую жёлтую карточку на 63-й минуте. Во время матча он был неоднозначно принят болельщиками клуба «Кайзерслаутерн». Орбан отыграл почти все минуты успешного сезона «Лейпцига» во Второй Бундеслиге и в качестве центрального защитника сыграл важную роль в обороне «Лейпцига», ставшего лидером чемпионата. В своём первом сезоне в «РБ Лейпциг» Орбан провёл тридцать три матча и забил один гол во всех турнирах.

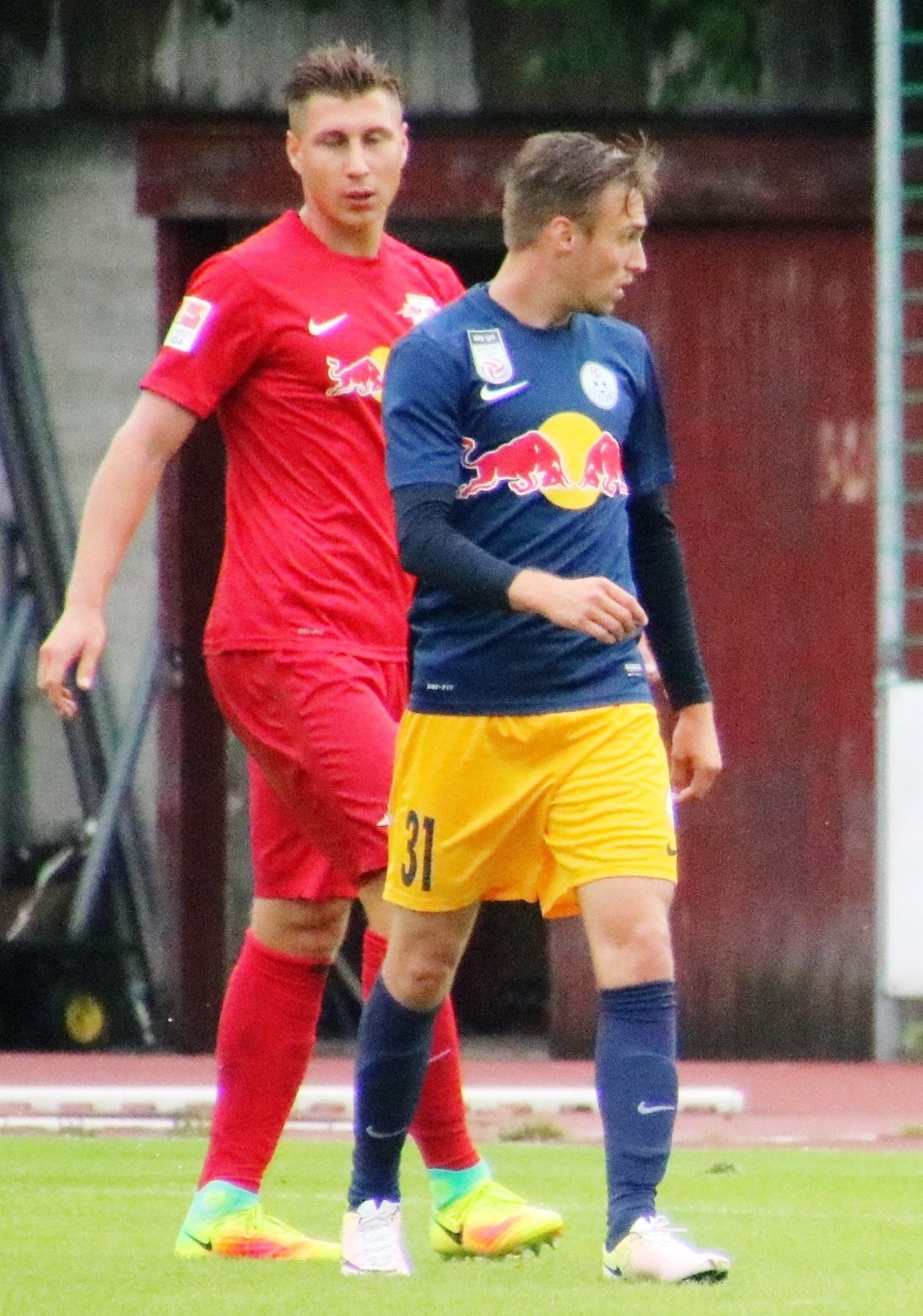
Орбан (слева в красной футболке) в товарищеском матче против «Лиферинга», 9 августа 2016 года

В сезоне 2016/17 Орбан продолжал оставаться в основном составе, играя на позиции центрального защитника. Перед новым сезоном он был назначен вице-капитаном команды. 17 сентября 2016 года после того как Доминик Кайзер остался на скамейке в матче с «Гамбургом», Орбан впервые в этом сезоне стал капитаном команды, где он ассистировал гол для Тимо Вернера, который впоследствии забил ещё дважды, а «РБ Лейпциг» победил со счётом 4:0. В результате Орбан стал капитаном команды в тех матчах, когда Кайзер не выходил в стартовом составе. 18 ноября 2016 года он забил свой первый гол в сезоне, забив головой, который оказался победным, в победе над леверкузенским «Байером» (3:2). 17 декабря 2016 года он забил второй гол в сезоне, снова забив головой, в победе над «Гертой» (2:0). С начала сезона 2016/17 Орбан выходил на поле в каждом матче, пока не был удалён на один матч за получение пяти жёлтых карточек в этом сезоне. 25 февраля 2017 года отбыв одноматчевую дисквалификацию, он вернулся в стартовый состав, сохранив капитанство и проведя весь матч, в победе 3:1 над «Кёльном». Однако в конце сезона 2016/17 Орбан выбыл из строя из-за дисквалификации, тактических изменений и собственной травмы. Его игра в том сезоне заслужила похвалу от Ральфа Рангника и немецких СМИ, Bild и kicker. В конце сезона 2016/17 Орбан провёл двадцать девять матчей, забив трижды во всех турнирах.
В преддверии сезона 2017/18 Диего Демме и Орбан были в числе двух кандидатов на роль капитана от главного тренера Ральфа Ральф Хазенхюттля, сменившего Кайзера. 11 августа 2017 года Орбан был официально назначен капитаном «красных быков». В начале сезона 2017/18 в качестве капитана Орбан забил свой первый гол в сезоне, в победе над «Фрайбургом» (4:1). 13 октября 2017 года он продлил контракт до лета 2022 года. Через четыре дня он забил свой первый гол в Лиге чемпионов, победив «Порту» со счётом 3:2. Однако 28 октября 2017 года Орбан был удалён с поля на 13-й минуте за грубый фол, когда «Лейпциг» проиграл со счетом 0:2 мюнхенской «Баварии». 18 ноября 2017 года отбыв одноматчевую дисквалификацию, он вернулся в стартовый состав в качестве капитана, сыграв вничью с леверкузенским «Байером» (2:2). 17 декабря 2017 года забил свой третий гол в сезоне, но проиграв в матче с «Гертой» (2:3). В качестве капитана он продолжил выступать за команду, помог ей занять шестое место и квалифицироваться в Лигу Европы. Его лидерство в качестве капитана клуба заслужило похвалу тренера Ральфа Хазенхюттля. Несмотря на пропуск восьми матчей в сезоне 2017/18, он провёл тридцать семь матчей и забил четыре раза во всех турнирах.

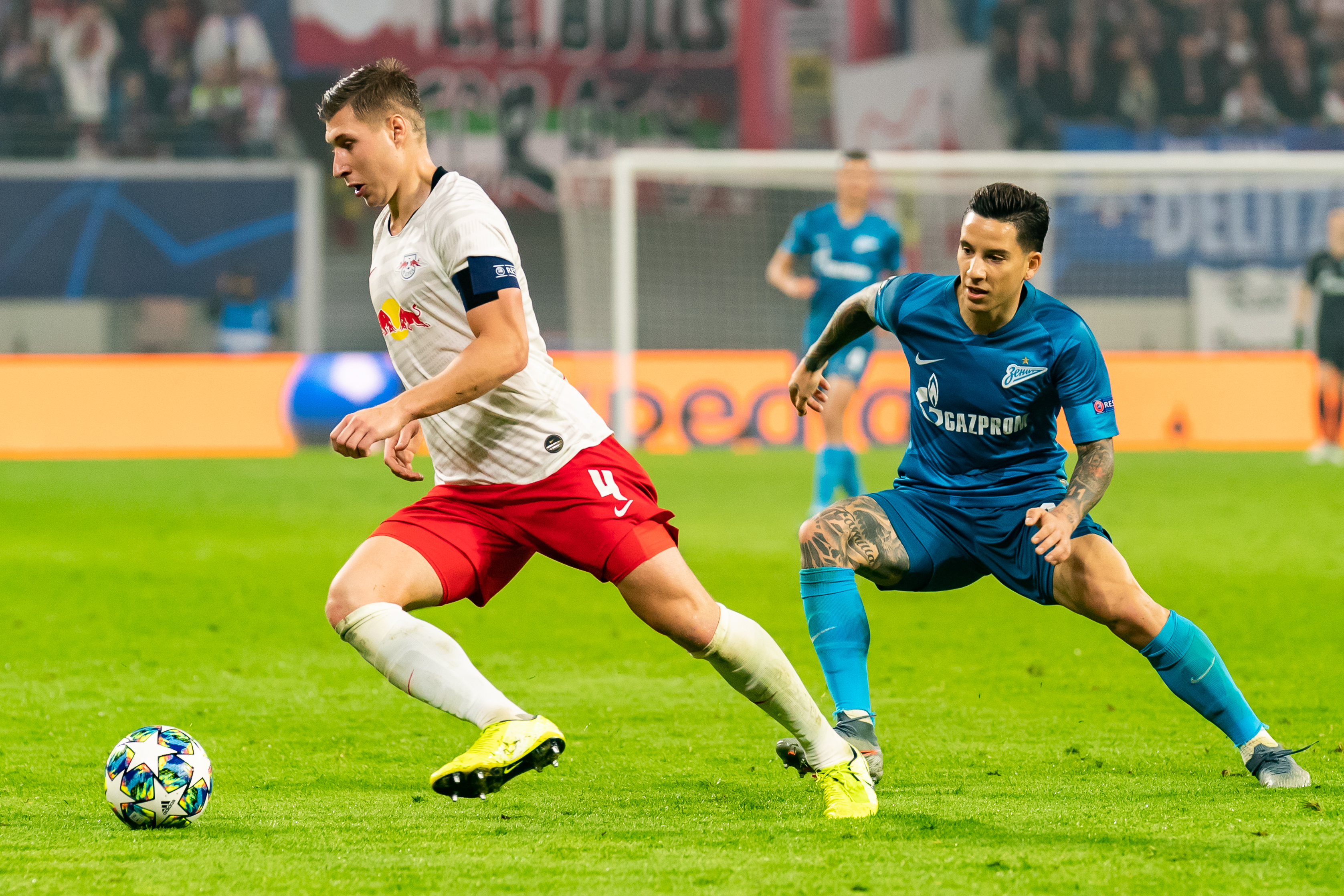
Орбан с капитанской повязкой на руке в матче Лиги чемпионов против «Зенита», 23 октября 2019 года

В сезоне 2018/19 Ральф Рангник вернулся к руководству командой и принял решение о ротации капитанов среди игроков. В итоге было объявлено, что Орбан остался капитаном «РБ Лейпциг». Он помог команде квалифицироваться в групповой этап Лиги Европы, обыграв такие команды, как «Хеккен», «Университатя» из Крайова и луганскую «Зарю». Лишь 26 сентября 2018 года Орбан забил свой первый гол в сезоне, победив «Штутгарт» со счётом 2:0. Выйдя в начале сезона на замену, Орбан вновь занял место центрального защитника в команде, а также стал капитаном. Однако вскоре он потерял место в стартовом составе и был переведён на скамейку запасных из-за высокой конкуренции на позиции центрального защитника. В конце января Орбан вновь занял место в основном составе на позиции центрального защитника, а также получил капитанство. 1 февраля 2019 года он дважды забил за команду в победе над «Ганновером 96» (3:0). Орбан привёл клуб к первому финалу Кубка Германии, обыграв «Гамбург» со счётом 3:1. В финале против «Баварии» (0:3) Орбан начал матч в качестве капитана и отыграл 70 минут, после чего был заменён. В конце сезона 2018/19 Орбан провёл тридцать девять матчей и забил четыре гола во всех турнирах. В Лиге чемпионов 2019/20 Орбан в составе команды дошёл до полуфинала, но в итоге проиграл «Пари Сен-Жермен» (0:3). В апреле 2021 года он продлил контракт до июня 2025 года. Он сыграл в финале Кубка Германии 2021 года, который «РБ Лейпциг» проиграл дортмундской «Боруссии» со счётом 1:4. В конце сезона 2020/21 Орбан был признан болельщиками «Лейпцига» «Игроком сезона».
21 мая 2022 года «РБ Лейпциг» выиграл финал Кубка Германии у «Фрайбурга», в котором Орбан забил в серии пенальти, закончившейся победой со счётом 4:2, что стало первым титулом его клуба в этом турнире. В феврале 2023 года он под вопросом сыграл матч Бундеслиги против берлинского «Униона», так как должен был пожертвовать свои стволовые клетки, зарегистрированные в DKMS с 2017 года, для спасения пациента с раком крови.

## Карьера в сборной

### Молодёжные сборные Германии
Вилли Орбан родился и вырос в Германии в семье отца-венгра и матери-польки, что позволило ему выступать за все три национальные сборные: Германии, Венгрии и Польши.
Орбан выступал за молодёжную сборную Германии. В ноябре 2009 года он впервые был вызван в сборную Германии до 18 лет. Однако он так и не сыграл за сборную, несмотря на то, что был вызван ещё раз. В ноябре 2014 года Орбан впервые был вызван в сборную Германии до 21 года. 13 ноября 2014 года он дебютировал в молодёжной сборной Германии, выйдя на замену в матче против сборной Нидерландов до 21 года (3:2).
В августе 2016 года спортивный директор клуба Ральф Рангник намекнул, что Орбан потенциально может выступать за национальную команду Германии. Два месяца спустя он рассказал о возможных вариантах в интервью Bild, сказав: «Все три страны по-прежнему являются вариантом, но Германия как одна из лучших футбольных наций в мире пока остается моим приоритетным решением». Его игра в «РБ Лейпциг» привлекла внимание немецких СМИ из-за призывов включить его в состав сборной на Кубок конфедераций 2017 года. В ответ Орбан дал два отдельных интервью о своём выборе, заявив о своем желании выступать за сборную Германии. Однако он не попал в окончательный состав сборной на Кубок конфедераций. Несмотря на это, игрок заявил, что не отказывается от вызова в сборную Германии.

### Сборная Венгрии

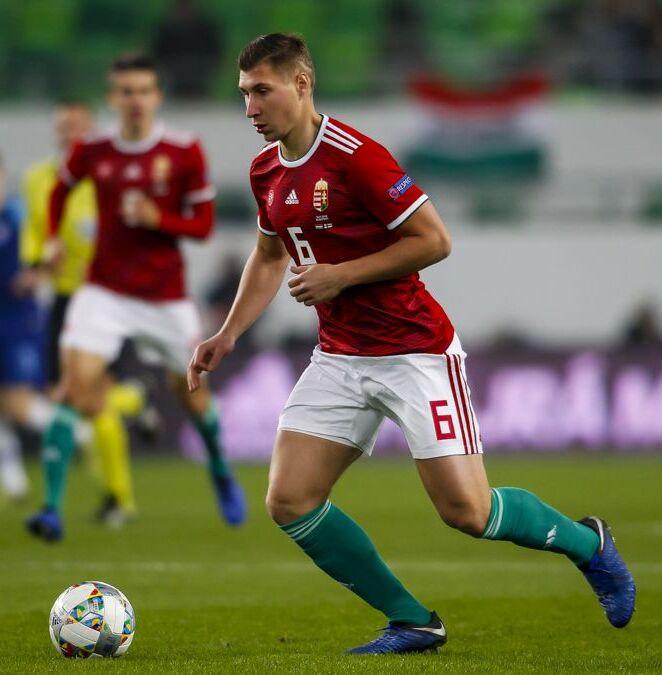
Орбан в составе сборной Венгрии, 2018 год

1 октября 2018 года Орбан решил представлять Венгрию. Это решение было принято после того, как Венгрия первоначально выразила заинтересованность в вызове Орбана в сборную примерно за пять месяцев до этого. 12 октября 2018 года Орбан дебютировал в Лиге Наций, проиграв сборной Греции со счётом 0:1. 15 ноября 2018 года он забил свой первый гол в составе национальной команды в матче Лиги Наций 2018/19 против сборной Эстонии на стадионе «Групама Арена». 8 июня 2019 года Орбан дважды забил за сборную, когда Венгрия обыграла сборную Азербайджана со счётом 3:1 в квалификации Евро-2020. 8 октября 2020 года Орбан забил свой 4-й гол за сборную Венгрии в полуфинале плей-офф квалификации чемпионата Европы против сборной Болгарии, которую Венгрия победила со счётом 3:1.
1 июня 2021 года Орбан был включён в окончательный состав из 26 человек, которые будут представлять Венгрию на перенесённом турнире Евро-2020.
7 сентября 2023 года он забил победный гол в матче отборочного турнира Евро-2024 против сборной Сербии (2:1) на стадионе «Райко Митич» в Белграде. После матча он был признан читателями Nemzeti Sport лучшим игроком матча.
10 сентября 2023 года он получил травму колена в товарищеском матче против сборной Чехии. 24 октября 2023 года Филипп Хинце заявил, что выздоровление Орбана прошло быстрее, чем прогнозировалось.
В статье, опубликованной на Nemzeti Sport, Жолт Сомоги заявил, что Орбана нельзя заменить и его отсутствие – огромная проблема для сборной. Орбан был вынужден пропустить матчи с октября по ноябрь 2023 года против сборных Сербии, Литвы, Болгарии и Черногории. В этих четырёх матчах сборная пропустила шесть голов. Когда Орбан играл против Болгарии, Литвы, Черногории и Сербии с марта по сентябрь 2023 года, команда пропустила только один гол против сборной Сербии.
14 мая 2024 года был включён в состав на чемпионат Европы 2024 в Германии.

## Достижения

### Командные
«РБ Лейпциг»
- Обладатель Кубка Германии (2): 2021/22, 2022/23
- Обладатель Суперкубка Германии: 2023

### Личные
- Входит в состав символической сборной сезона по версии Kicker: 2018/2019

## Статистика выступлений

### Клубная
| Клуб              | Сезон            | Лига                          | Лига | Лига | Кубок Германии | Кубок Германии | Еврокубки | Еврокубки | Прочие | Прочие | Итого | Итого |
| Клуб              | Сезон            | Лига                          | Игры | Голы | Игры           | Голы           | Игры      | Голы      | Игры   | Голы   | Игры  | Голы  |
| ----------------- | ---------------- | ----------------------------- | ---- | ---- | -------------- | -------------- | --------- | --------- | ------ | ------ | ----- | ----- |
| Кайзерслаутерн II | 2011/12          | Региональная лига «Юго-Запад» | 23   | 3    | —              | —              | —         | —         | —      | —      | 23    | 3     |
| Кайзерслаутерн II | 2012/13          | Региональная лига «Юго-Запад» | 12   | 4    | —              | —              | —         | —         | —      | —      | 12    | 4     |
| Кайзерслаутерн II | Итого            | Итого                         | 35   | 7    | —              | —              | —         | —         | —      | —      | 35    | 7     |
| Кайзерслаутерн    | 2011/12          | Бундеслига                    | 2    | 0    | 0              | 0              | —         | —         | —      | —      | 2     | 0     |
| Кайзерслаутерн    | 2012/13          | Вторая Бундеслига             | 7    | 1    | 0              | 0              | —         | —         | 2      | 0      | 9     | 1     |
| Кайзерслаутерн    | 2013/14          | Вторая Бундеслига             | 28   | 2    | 4              | 1              | —         | —         | —      | —      | 32    | 3     |
| Кайзерслаутерн    | 2014–15          | Вторая Бундеслига             | 31   | 4    | 3              | 0              | —         | —         | —      | —      | 34    | 4     |
| Кайзерслаутерн    | Итого            | Итого                         | 68   | 7    | 7              | 1              | —         | —         | 2      | 0      | 77    | 8     |
| РБ Лейпциг        | 2015/16          | Вторая Бундеслига             | 32   | 1    | 1              | 0              | —         | —         | —      | —      | 33    | 1     |
| РБ Лейпциг        | 2016/17          | Бундеслига                    | 28   | 3    | 1              | 0              | —         | —         | —      | —      | 29    | 3     |
| РБ Лейпциг        | 2017/18          | Бундеслига                    | 26   | 3    | 2              | 0              | 9         | 1         | —      | —      | 37    | 4     |
| РБ Лейпциг        | 2018/19          | Бундеслига                    | 24   | 4    | 4              | 0              | 11        | 0         | —      | —      | 39    | 4     |
| РБ Лейпциг        | 2019/20          | Бундеслига                    | 12   | 1    | 2              | 0              | 4         | 0         | —      | —      | 18    | 1     |
| РБ Лейпциг        | 2020/21          | Бундеслига                    | 29   | 4    | 5              | 1              | 6         | 0         | —      | —      | 40    | 5     |
| РБ Лейпциг        | 2021/22          | Бундеслига                    | 30   | 2    | 6              | 1              | 8         | 1         | —      | —      | 44    | 4     |
| РБ Лейпциг        | 2022/23          | Бундеслига                    | 33   | 4    | 6              | 1              | 8         | 0         | 1      | 0      | 48    | 5     |
| РБ Лейпциг        | 2023/24          | Бундеслига                    | 19   | 0    | 0              | 0              | 2         | 1         | 1      | 0      | 22    | 1     |
| РБ Лейпциг        | Итого            | Итого                         | 233  | 22   | 27             | 3              | 48        | 3         | 2      | 0      | 310   | 28    |
| Всего за карьеру  | Всего за карьеру | Всего за карьеру              | 336  | 36   | 34             | 4              | 48        | 3         | 4      | 0      | 422   | 43    |

1. ↑  Участие в плей-офф Второй Бундеслиги
2. ↑  Шесть матчей и один гол в Лиге чемпионов УЕФА, три матча в Лиге Европы УЕФА
3. ↑  Выступления в Лиге Европы УЕФА
4. 1 2 3  Выступления в Лиге чемпионов УЕФА
5. ↑  Четыре матча в Лиге чемпионов УЕФА, четыре матча и один гол в Лиге Европы УЕФА.
6. 1 2 3  Выступление в Суперкубке Германии

### В сборной
| Сборная | Год   | Игры | Голы |
| ------- | ----- | ---- | ---- |
| Венгрия | 2018  | 4    | 1    |
| Венгрия | 2019  | 8    | 2    |
| Венгрия | 2020  | 6    | 1    |
| Венгрия | 2021  | 10   | 1    |
| Венгрия | 2022  | 9    | 0    |
| Венгрия | 2023  | 6    | 1    |
| Венгрия | 2024  | 4    | 0    |
| Итого   | Итого | 47   | 6    |

### Голы за сборную
| #  | Дата            | Стадион                          | Противник   | Счёт | Результат | Турнир                                 |
| -- | --------------- | -------------------------------- | ----------- | ---- | --------- | -------------------------------------- |
| 1. | 15 ноября 2018  | Групама Арена, Будапешт, Венгрия | Эстония     | 1:0  | 2:0       | Лига наций УЕФА 2018/2019              |
| 2. | 8 июня 2019     | Нефтчи Арена, Баку, Азербайджан  | Азербайджан | 1:0  | 3:1       | Квалификация Евро-2020                 |
| 3. | 8 июня 2019     | Нефтчи Арена, Баку, Азербайджан  | Азербайджан | 2:0  | 3:1       | Квалификация Евро-2020                 |
| 4. | 8 октября 2020  | Васил Левски, София, Болгария    | Болгария    | 1:0  | 3:1       | Плей-офф квалификации Евро-2020        |
| 5. | 25 марта 2021   | Ференц Пушкаш, Будапешт, Венгрия | Польша      | 3:2  | 3:3       | Квалификация чемпионата мира 2022 года |
| 6. | 7 сентября 2023 | Райко Митич, Белград, Сербия     | Сербия      | 2:1  | 2:1       | Отборочный турнир Евро-2024            |